# Empoascanara katungurica
Empoascanara katungurica är en insektsart som beskrevs av Einyu och M. Firoz Ahmed 1982. Empoascanara katungurica ingår i släktet Empoascanara och familjen dvärgstritar.
Artens utbredningsområde är Uganda. Inga underarter finns listade i Catalogue of Life.